# Edoardo Detti

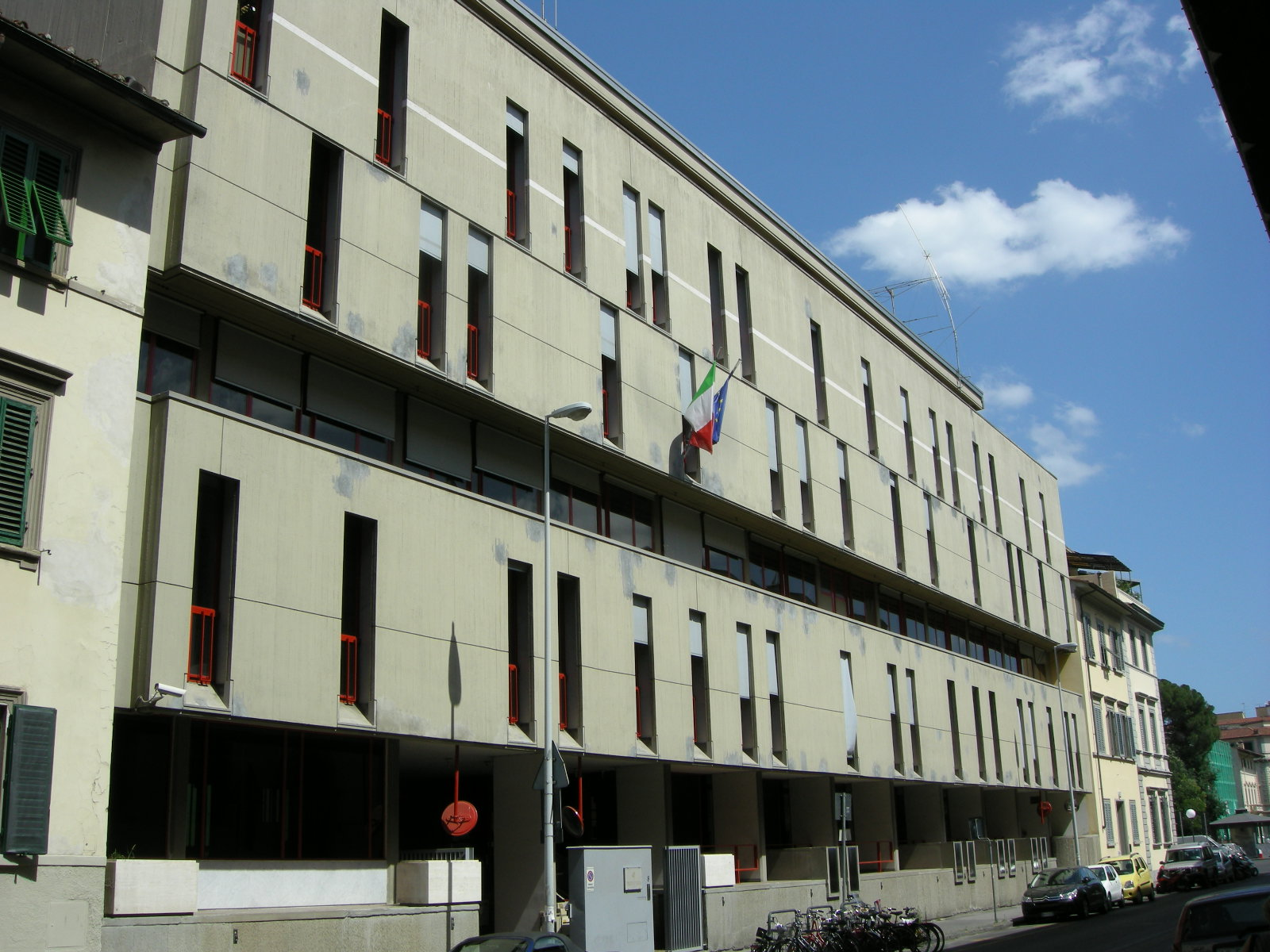
Ex Sede della Nuova Italia, Firenze

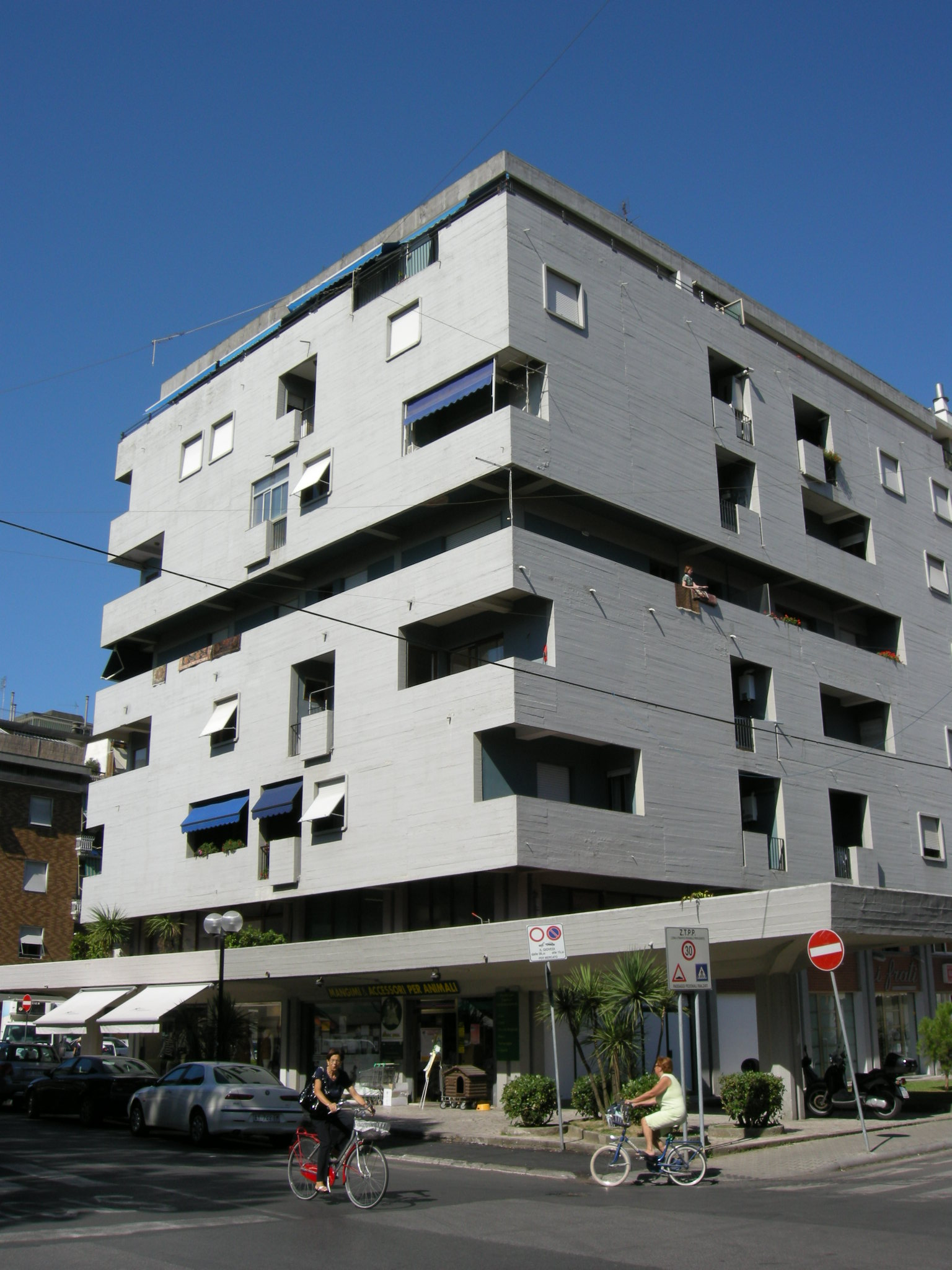
Condominio di via Venezia, Marina di Carrara

Edoardo Detti (Firenze, 16 gennaio 1913 – Firenze, 24 dicembre 1984) è stato un architetto e urbanista italiano, tra i principali esponenti della corrente razionalista del Paese.

## Biografia
Nacque a Firenze da una famiglia originaria del Casentino, e si laureò nel 1940 presso la Facoltà di Architettura di Firenze sotto la guida di Giovanni Michelucci, di cui divenne assistente volontario.
Chiamato alle armi è Ufficiale durante la seconda guerra mondiale. Dopo l'8 settembre 1943 partecipò come partigiano alla lotta di liberazione. Negli anni della ricostruzione divenne membro della "Commissione macerie" per il CTLN, partecipando attivamente all'opera di ricostruzione di Firenze.
Tra il 1946 e il 1947 partecipò con Michelucci al concorso per la sistemazione delle aree a ridosso di Ponte Vecchio e a quello per la zona di Ponte San Niccolò: il primo progetto, realizzato in collaborazione con Michelucci, Riccardo Gizdulich, Pagnini e Danilo Santi risultò premiato. Firmò sempre insieme a Michelucci, Gizdulich e Santi la ricostruzione del Ponte alle Grazie inaugurato nel (1957).
La sua attività professionale spaziò dall'architettura all'urbanistica. Pubblicò sulle riviste "SeleArte" e "Urbanistica"; nel 1970 divenne Presidente dell'Istituto Nazionale di Urbanistica.
Di lui, come urbanista, si ricorda l'amicizia con Giovanni Astengo, che lo spinse a partecipare attivamente alla riflessione sulle problematiche relative alla pianificazione territoriale, specialmente di Firenze, dove riconobbe l'assenza di "un piano regolatore generale di massima". Della città, nel triennio 1961-1964, fu assessore all'Urbanistica del Comune ed è in questa veste che formulò il Piano regolatore della città.
Come architetto ebbe un solido connubio con Carlo Scarpa, che lo portò a progettare un complesso intervento di ristrutturazione edilizia per la sede dell'Grand Hotel Minerva (1959-1961) nella piazza Santa Maria Novella a Firenze, dove si evidenzia una speciale attenzione alla completezza dell'opera progettuale dal dettaglio costruttivo al complesso architettonico, dall'arredo alla carta intestata. Dalla collaborazione con Carlo Scarpa nacquero anche la ricostruzione della chiesa di San Giovanni Battista (distrutta nel 1944) a Firenzuola (1959-1966), dove esprime uno studiato linguaggio moderno, e la sede della Nuova Italia Editrice, sempre a Firenze (1968-1972).

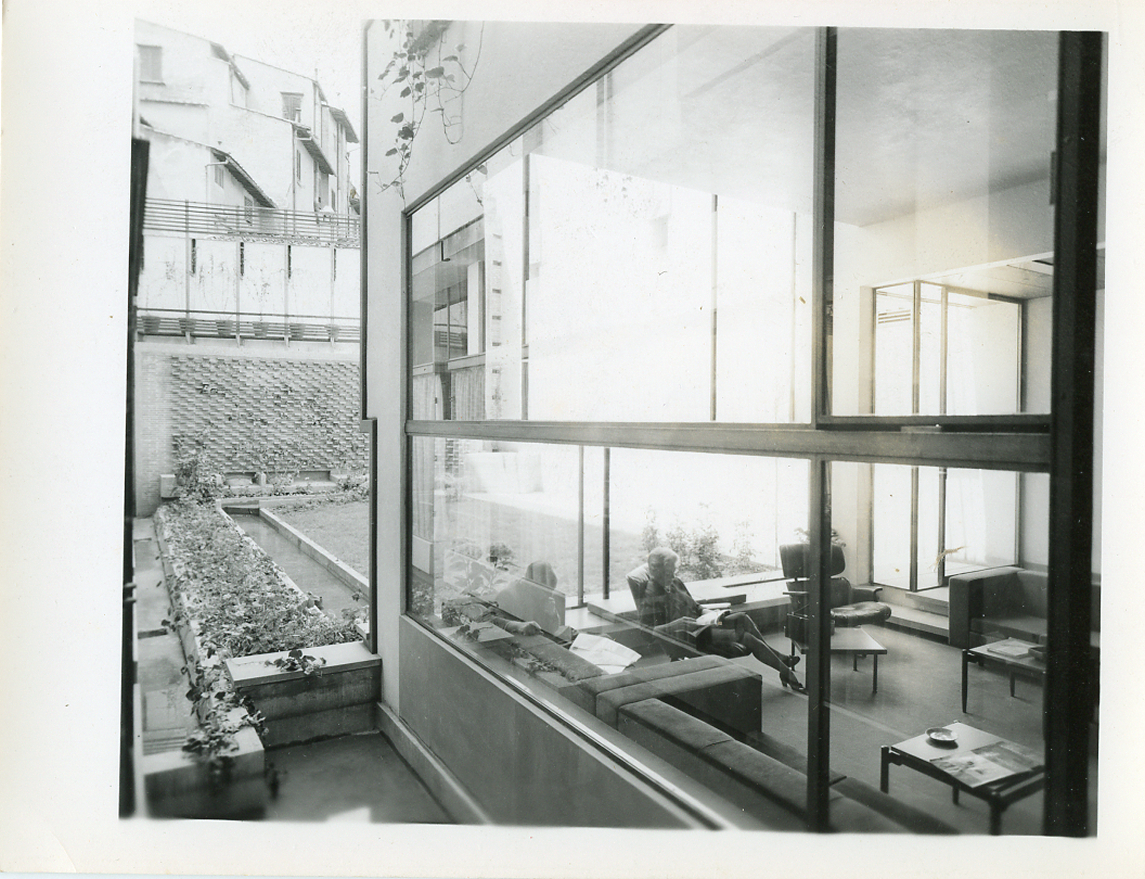
Grand Hotel Minerva (con Carlo Scarpa), 1959-1961 (foto di Paolo Monti, 1975)

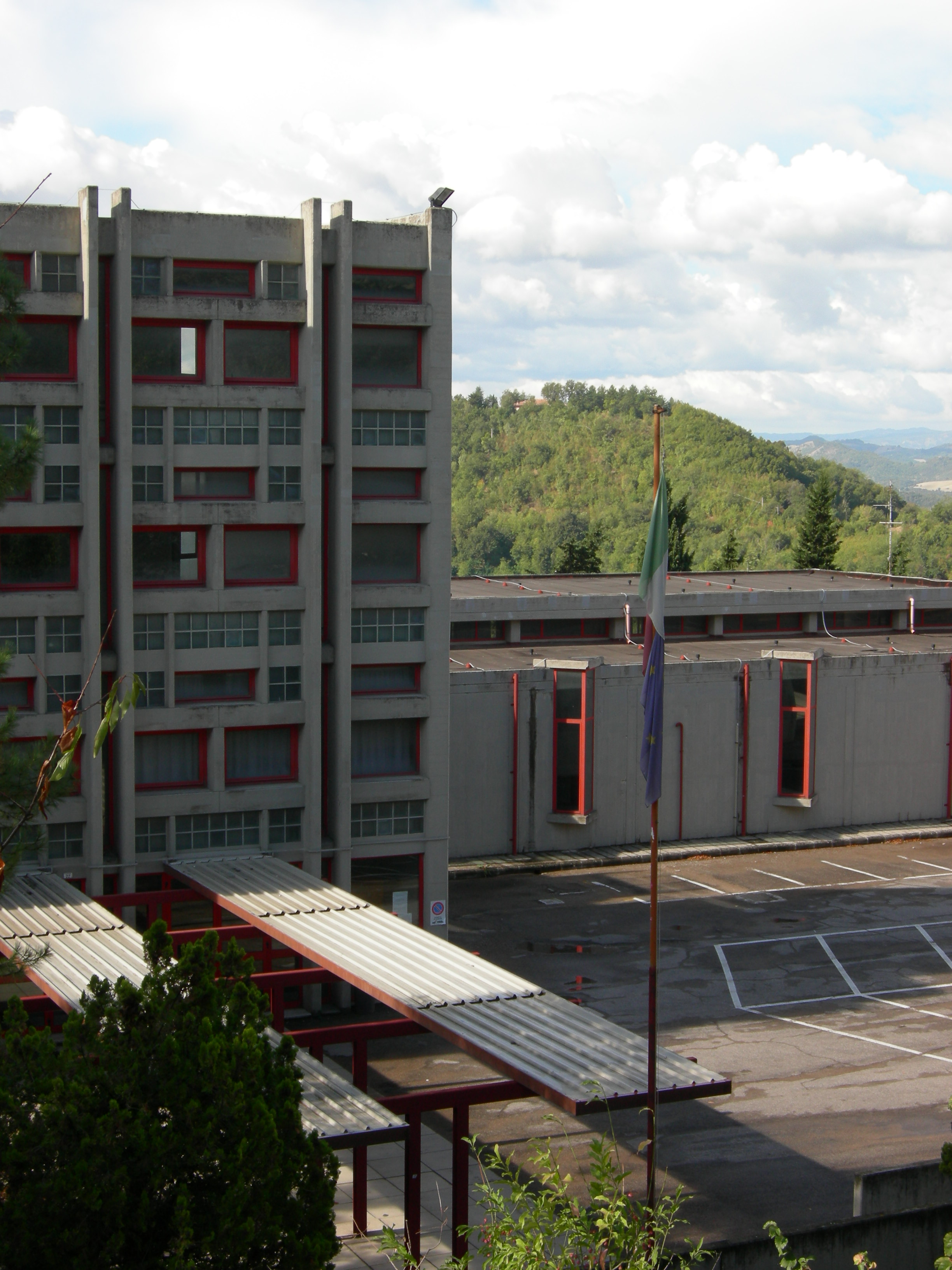
L'ITIS "Enrico Mattei" di Urbino

Altre realizzazioni sono il Palazzo di Giustizia di Massa, in collaborazione con L. Cardarelli (1961-1976), l'istituto tecnico industriale di Urbino (1961-1981); l'intervento a San Giovanni Valdarno, con Gian Franco Di Pietro, dove realizzò, alla fine degli anni settanta, il Piano per il centro storico e restaurò il settecentesco Palazzo Corboli riconvertito a centro sociale, utilizzando stilemi “scarpiani”.
In generale, le opere di architettura di Edoardo Detti evidenziano una speciale attenzione alla completezza dell'opera progettuale dal dettaglio costruttivo al complesso architettonico, dall'arredo alla carta intestata (si veda in particolare Hotel Minerva). Le masse delle architetture di Detti sono semplici, ma racchiuse da superfici corrugate interrotte da geometrici vuoti. In questo, decisiva fu la sua collaborazione con Carlo Scarpa. Ciò è evidente nel Palazzo ex-Nuova Italia di Firenze, costruito in collaborazione con il maestro veneziano, caratterizzato da un basamento sovrastato da due volumi aggettanti, impreziositi solo dalle asimmetriche aperture finestrate.
Di Detti bisogna ricordare, oltre a lavori di urbanistica e architettura, alcuni contributi teorici rilevanti: Città murate e sviluppo contemporaneo: 42 centri della Toscana, C.I.S.C.U., 1968 (con Gian Franco Di Pietro e Giovanni Fanelli); Firenze scomparsa, con il figlio Tommaso, (Firenze, Vallecchi, 1970); la voce Urbanistica in "Enciclopedia del Novecento" (vol. VII del 1984, Istituto dell'Enciclopedia Treccani).
Dal punto di vista dell'insegnamento, nel 1944 ottenne dall'Università di Architettura l'insegnamento di Plastica ornamentale, poi, dal 1949, quello di Caratteri distributivi. Nel 1951 conseguì la libera docenza in Urbanistica e in Architettura di interni e decorazione, venne incaricato dell'insegnamento di Decorazione alla Facoltà fiorentina. Dopo aver insegnato dal 1955 al 1963 Caratteri dell'architettura moderna, nel 1964 passò all'insegnamento di Urbanistica di cui nel 1966 fu nominato professore di ruolo. Fu Direttore dell'Istituto di Urbanistica della Facoltà di Architettura dell'Università di Firenze.

## Altre realizzazioni
Tra le altre sue opere, alcune delle quali realizzate ancora con Carlo Scarpa, si ricordano:
- il condominio di via Venezia a Marina di Carrara (progettato a partire dal 1957);
- la ricostruzione del Grand Hotel Minerva a Firenze, con Carlo Scarpa (1959-1961);
- la chiesa di San Giovanni Battista a Firenzuola, con Carlo Scarpa (1959 – 1966);
- il Complesso San Leonardo, nel comune di Massa (incarico risalente al 1960);
- il Palazzo di Giustizia di Massa (1961 – 1976);
- l'Istituto tecnico industriale statale "Enrico Mattei" di Urbino (1961 – 1981);
- l'edificio pluriuso a Sesto Fiorentino (1963).

## Archivio
Il fondo Edoardo Detti è conservato presso l'Archivio di Stato di Firenze.

## Altre immagini

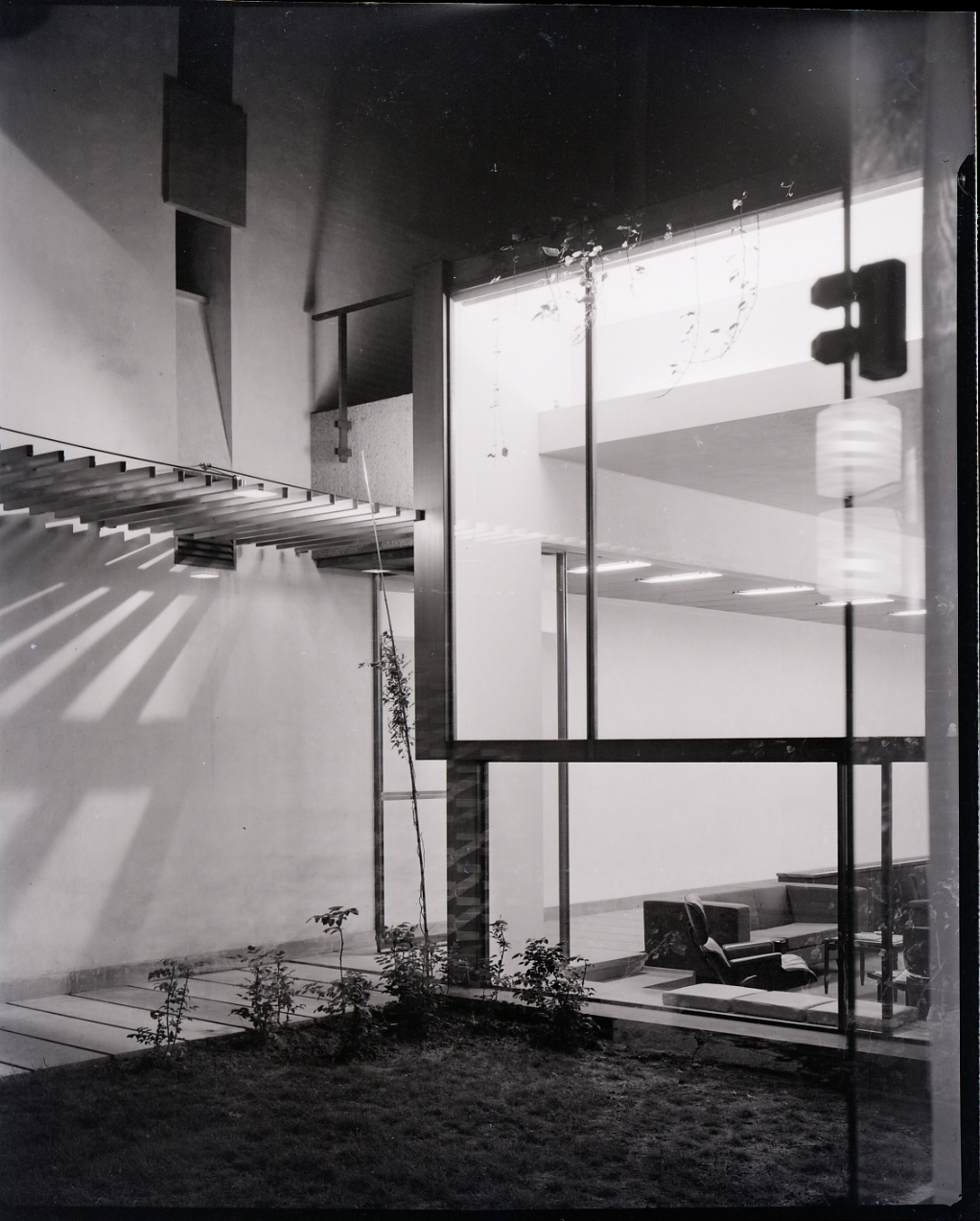
Grand Hotel Minerva, Firenze (con Carlo Scarpa), 1959-1961
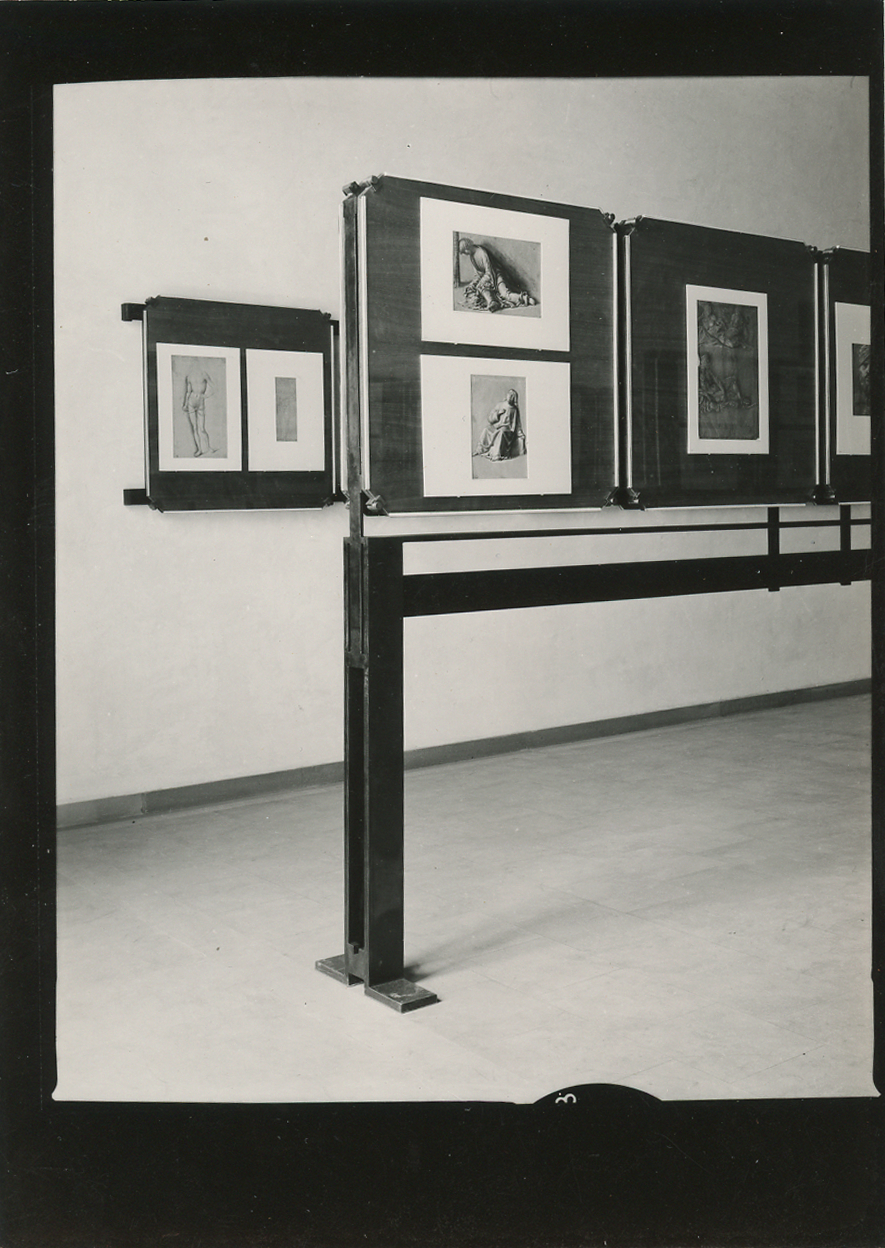
Galleria degli Uffizi (Firenze), Gabinetto delle stampe e dei disegni dopo il restauro (con Carlo Scarpa)